# Myrmecaelurus agrammus
Myrmecaelurus agrammus är en insektsart som beskrevs av Navás 1912. Myrmecaelurus agrammus ingår i släktet Myrmecaelurus och familjen myrlejonsländor. Inga underarter finns listade i Catalogue of Life.